# Düsseldorf Open (WTA Tour)
Düsseldorf Open – nierozgrywany kobiecy turniej tenisowy, którego ostatnia edycja w 1973 roku zaliczała się do cyklu Grand Prix, wchodzącego do cyklu WTA. Turniej rozgrywano na kortach ziemnych w niemieckim Düsseldorfie.

## Mecze finałowe

### Gra pojedyncza
| Rok               | Mistrzyni              | Finalistka       | Wynik         |
| 1973              | Helga Niessen Masthoff | Evonne Goolagong | 6:4, 6:4      |
| 1972              | Pat Walkden-Pretorius  | Katja Ebbinghaus | 6:2, 1:6, 6:3 |
| 1971              | Helga Niessen          | Betty Stöve      | 4:6, 6:3, 6:3 |
| 1970              | Helga Schultze-Hösl    | Helga Niessen    | 6:1, 6:3      |
| 1969              | Helga Niessen          | Edda Buding      | 6:1, 8:6      |
| 1968              | Gail Sherriff          | Helga Niessen    | 6:4, 1:6, 6:2 |
| Początek Ery Open |                        |                  |               |
| 1967              | Helga Schultze         | Gail Sherriff    | 3:6, 6:3, 6:0 |
| 1966              | Helga Schultze         | Edda Buding      | 7:5, 4:6, 6:1 |
| 1965              | Brak danych            | Brak danych      | Brak danych   |
| 1964              | Margaret Smith         | Lesley Turner    | 1:6, 6:1, 6:4 |
| 1963              | Margaret Smith         | Lesley Turner    | 6:3, 6:2      |
| 1962              | Lesley Turner          | Jan Lehane       | 6:1, 6:2      |
| 1961              | Lesley Turner          | Renate Ostermann | 6:3, 6:2      |
| 1960              | Maria Bueno            | Edda Buding      | 6:1, 6:1      |
| 1959              | Karol Fageros          | Renate Ostermann | 6:8, 6:1, 6:1 |

### Gra podwójna
| Rok               | Mistrzynie                            | Mistrzynie                            | Wynik           |
| 1973              | Evonne Goolagong Janet Young-Langford | Helga Niessen Masthoff Heide Orth     | nie rozegrano   |
| 1972              | Brak danych                           | Brak danych                           | Brak danych     |
| 1971              | Helga Niessen Masthoff Heide Orth     | Helga Schultze-Hösl Betty Stöve       | 6:3, 6:4        |
| 1970              | Helga Niessen Heide Orth              | Helga Schultze-Hösl Betty Stöve       | 6:4, 4:6, 16:14 |
| 1969              | Edda Buding Helga Schultze-Hösl       | Helen Gourlay Laura Rossouw           | 6:1, 6:3        |
| 1968              | Rosie Darmon Evelyne Terras           | Helga Niessen Heide Orth              | 7:5, 6:4        |
| Początek Ery Open |                                       |                                       |                 |
| 1967              | Helga Niessen Heide Orth              | Edda Buding Helga Schultze            | 8:6, 6:3        |
| 1966              | Glenda Swan Pat Walkden               | Helga Niessen Heide Schildknecht Orth | 6:4, 6:3        |
| 1965              | Brak danych                           | Brak danych                           | Brak danych     |
| 1964              | Margaret Smith Lesley Turner          | Françoise Durr Jeanine Lieffrig       | 6:3, 8:10, 6:4  |
| 1963              | Brak danych                           | Brak danych                           | Brak danych     |
| 1962              | Sandra Price Renee Schuurman          | Jan Lehane Lesley Turner              | Brak danych     |
| 1961              | Brak danych                           | Brak danych                           | Brak danych     |
| 1960              | Edda Buding Dorothy Head Knode        | Margaret Hellyer Yola Ramírez         | 6:2, 8:6        |
| 1959              | Karol Fageros Fay Muller              | Silvana Lazzarino Lucia Bassi         | 6:1, 6:1        |

### Gra mieszana
| Rok  | Mistrzowie                | Finaliści               | Wynik         |
| 1962 | Lesley Turner Fred Stolle | Sandra Price Bob Hewitt | 6:2, 2:6, 9:7 |